# Gobiosoma nudum
Gobiosoma nudum es una especie de peces de la familia Gobiidae.

## Morfología
Los machos pueden llegar a alcanzar los 4,5 cm de longitud total.

## Distribución geográfica
Se encuentra desde la Península de Baja California (México) hasta Panamá.